# Endri Çekiçi
Endri Çekiçi (Pogradec, 23 de noviembre de 1996) es un futbolista albanés. Juega de centrocampista y su equipo es el Adanaspor de la TFF Primera División.

## Selección nacional
| Selección        | Año           | PJ | Goles |
| ---------------- | ------------- | -- | ----- |
| Selección sub-17 | 2012-2013     | 9  | 0     |
| Selección sub-19 | 2014-2015     | 6  | 0     |
| Selección sub-21 | 2017-presente | 10 | 1     |

## Clubes
| Club                             | País      | Año       | Partidos | Goles |
| -------------------------------- | --------- | --------- | -------- | ----- |
| K. S. Pogradeci                  | Albania   | 2013      | 6        | 1     |
| K. S. Teuta                      | Albania   | 2013-2014 | 1        | 0     |
| G. N. K. Dinamo Zagreb           | Croacia   | 2014-2019 | 11       | 1     |
| N. K. Lokomotiva Zagreb (cedido) | Croacia   | 2016-2017 | 45       | 6     |
| N. K. Olimpija Ljubljana         | Eslovenia | 2019-2020 | 48       | 18    |
| Ankaragücü                       | Turquía   | 2020-2021 | 31       | 2     |
| Konyaspor                        | Turquía   | 2021-2023 | 62       | 8     |
| Pendikspor                       | Turquía   | 2023-2024 | 26       | 1     |
| Adanaspor                        | Turquía   | 2025-     | 10       | 2     |

## Palmarés

### Títulos nacionales
| Título            | Club                     | País      | Año  |
| ----------------- | ------------------------ | --------- | ---- |
| Copa de Eslovenia | N. K. Olimpija Ljubljana | Eslovenia | 2019 |